# 羅茲沃里亞尼
49°49′7″N 24°28′22″E / 49.81861°N 24.47278°E
羅茲沃里亞尼（烏克蘭語：Розворяни），是烏克蘭西部的村莊，隸屬利維夫州的佐洛奇夫區。該村面積1.2平方公里，海拔高度230米，2001年人口414，人口密度每平方公里343.85人。